# Audriana Fitzmorris
Audriana Margaret Fitzmorris (Overland Park, 30 ottobre 1997) è una pallavolista statunitense, opposto della LOVB Omaha.

## Biografia
Proviene da una famiglia di sportivi: suo padre Michael è un ex cestista professionista, mentre sua madre Maria Luisa è un'ex cestista e pallavolista professionista, nonché ex membro della nazionale peruviana di pallacanestro e della nazionale peruviana di pallavolo under 20. Ha due fratelli, Michael e Keenan, e una sorella, Alexandra, che ha giocato a pallavolo a livello universitario con le maglie della Arkansas, del Boston College e della Morehead State; Keenan è invece un membro della squadra di pallacanestro della Stanford.

## Caratteristiche tecniche
Muove i primi passi come centrale, ma a partire dalla terza stagione alla Stanford si disimpegna esclusivamente come opposto.

## Carriera

### Club
La carriera pallavolistica di Audriana Fitzmorris inizia nei tornei scolastici del Kansas, giocando per la St. James Academy. Dopo il diploma, entra a far parte della formazione universitaria della Stanford, con cui è impegnata in NCAA Division I dal 2016 al 2019: raggiunge ogni anno le Final-4, conquistando tre titoli nazionali e diversi riconoscimenti individuali; nel corso della sua carriera universitaria cambia inoltre ruolo da centrale a opposto.
Firma il suo primo contratto professionistico in Germania per la stagione 2020-21, ingaggiata dal Dresdner; tuttavia è costretta a rimandare l'esordio da professionista e a rinunciare al contratto con la formazione tedesca a causa di un infortunio al fianco e alla spalla, che richiede un intervento chirurgico. Rientra in campo nella stagione seguente, ripartendo dalla Lega Nazionale A svizzera, dove difende i colori dello Cheseaux.
Nel campionato 2022-23 è di scena nella Volley League greca con il Markopoulo: al termine degli impegni con la formazione ellenica, approda alle Cangrejeras de Santurce per i play-off della Liga de Voleibol Superior Femenino 2023. Nella stagione 2023-24 veste la maglia del Bergamo 1991, nella Serie A1 italiana, tornando poi in patria per prendere parte alla prima edizione della League One Volleyball con la LOVB Omaha.

### Nazionale
Fa parte della nazionale statunitense under 18, conquistando la medaglia d'oro al campionato nordamericano 2012 e quella d'argento al campionato mondiale 2013, dove viene premiata come miglior centrale. Con la nazionale under 20 si aggiudica invece un altro oro al campionato nordamericano 2014.

## Palmarès

### Club
- NCAA Division I: 3

2016, 2018, 2019

### Nazionale (competizioni minori)
- Campionato nordamericano under 18 2012
- Campionato mondiale under 18 2013
- Campionato nordamericano under 20 2014

### Premi individuali
- 2013 - Campionato mondiale under 18: Miglior centrale
- 2017 - All-America Second Team
- 2018 - All-America Third Team
- 2018 - NCAA Division I: Minneapolis National All-Tournament Team
- 2019 - All-America Third Team